# Vanilla francoisii
Vanilla francoisii es originario del centro de Madagascar. Crece en los bosques húmedos de los valles de Mandraka. Es una orquídea terrestre de tamaño medio a grande, de crecimiento frío a cálido, que alcanza los 61 cm de altura, con 30-40 cm de largo, verde brillante, oval-lanceolada, puntiaguda, plisada, ligeramente doblada, y cae después de la temporada de crecimiento.

## Temporada de crecimiento y forma
La vanilla de Françoisii (Phiaus Francoisii)  florece a finales de la primavera y en verano, a menudo 25 flores dispuestas libremente de una altura de 35-90 cm de largo que crece desde la base del crecimiento. Las flores tienen un diámetro de 4-6 cm y viven de 3-5 semanas. Los pétalos estrechos del verticilo externo y los verticilos internos más pequeños son de color rosa al rosa oscuro en el exterior y el blanco al rosa en el interior. La cresta es de color rojo a rojo-púrpura, y las parcelas laterales son más largas que el cañón central.

### Especies deVanillade Madagascar
- Vanilla coursii (Madagascar)
- Vanilla decaryana (Suroeste de Madagascar)
- Vanilla francoisii (Noreste de Madagascar)
- Vanilla madagascariensis (Norte y Noroeste de Madagascar)
- Vanilla perrieri (Noroeste de Madagascar)